# Jacques Mignaux
Jacques Mignaux är en general och var chef för det franska gendarmeriet 2010–2013.

## Biografi
General Mignaux är född den 9 juli 1954 i Saint-Marcellin. Han utexaminerades från militärhögskolan École Spéciale Militaire de Saint-Cyr 1978 och började sin polisiära karriär som löjtnant och insatsplutonchef vid det mobila gendarmeriet. Efter tjänstgöring på Réunion som bataljonsadjutant vid det mobila gendarmeriet 1981–1984 återkom Mignaux till moderlandet där han blev kompanichef vid det territoriella gendarmeriet i Bourges 1984. 1987–1992 tjänstgörde han som stabsofficer vid gendarmeriets centrala ledning i Paris. Därefter var han länsgendarmerichef i Loiret till 1997 och återvände sedan till stabstjänsten i Paris. Han blev överste 1998 och efter en period som säkerhetsrådgivare åt den dåvarande inrikesministern Nicolas Sarkozy och gendarmerichef i Ile-de-France befordrades han till brigadgeneral 2004 och återvände sedan till gendarmeriets centrala ledning. Han blev 2008 gendarmeriets stabschef och befordrades 2010 till fyrstjärnig general och chef för gendarmeriet. General Mignaux utsågs 2013 till extraordinarie ledamot av högsta förvaltningsdomstolen och lagrådet (Conseil d'Etat). Han efterträddes som gendarmerichef av general Denis Favier.